# Stenhelia bocqueti
Stenhelia bocqueti är en kräftdjursart som beskrevs av Soyer 1971. Stenhelia bocqueti ingår i släktet Stenhelia och familjen Diosaccidae. Inga underarter finns listade i Catalogue of Life.